# Runcu Mare, Olt
Runcu Mare este un sat în comuna Grădinari din județul Olt, Oltenia, România. Este una dintre localitățile rurale importante din partea de nord a județului Olt. Cu o veche istorie, atestată de numeroase monumente, așezarea își găsește originea în vremurile îndepărtate ale preistoriei. Din cele mai vechi timpuri, oamenii s-au stabilit aici, datorită condițiilor favorabile de trai, reprezentate de lunca apropiată a Oltului,  cursuri de apă domoale, cu debit mic dar permanent, solul fertil al regiunii și terasele cu numeroase izvoare, favorabile cultivării viței de vie, pomilor fructiferi și grădinilor de legume. În sedimentele care formează  Piemontul Getic se găsește silex (cremene), materia primă pentru confecționarea uneltelor și armelor preistorice. Comunitățile neolitice (Vinca, Vădastra) și cele din epoca bronzului (Glina, Verbicioara) s-au stabilit în această regiune, mai ales că în apropiere se afla și râul Olt, unul dintre cele mai importante râuri de la noi.
Așezarea s-a format de-a lungul vechiului drum roman care urma cursul Oltului, fiind atestată în prima jumătate a secolului al XVI-lea. Vechea denumire a localității este de origine latina, runcus (se citește runcu) desemnând un loc despădurit. De-a lungul perioadei medievale, satul Runcu a trecut de la o familie boierească la alta, ajungând, în cele din urmă, în timpul domniei lui Constantin Brâncoveanu, în proprietatea Mânăstirii Hurez.
Aproape de podul construit la sfârșitul secolului al XIX-lea,  se află un izvor cu apă potabilă, una dintre puținele surse  de apă pentru locuitorii satului.  În apropiere s-a aflat școala veche, pentru învățământul primar, o clădire cu două săli de clasă și o cancelarie. Mai târziu, după mutarea școlii, au funcționat Căminul cultural, cu o bibliotecă și o sală pentru activitățile culturale și grădinița.